# José Ramón Machado Ventura
José Ramón Machado Ventura (Sant Antonio de las Vueltas, Cuba, 26 d'octubre de 1930) és un polític i històric dirigent comunista cubà, que va ocupar el càrrec de Primer Vicepresident dels Consells d'Estat i de Ministres de 2008 a 2013. Va ser a més ministre de Salut de 1960 a 1968.
Fundador del Partit Comunista de Cuba (PCC) i integrant del seu Buró Polític des de 1975, el 19 d'abril de 2011 va ser designat Segon Secretari del Comitè Central del PCC, el segon càrrec polític més important del país.

## Joventut i activitat política
Natural de la localitat de Sant Antonio de las Vueltas, a l'antiga província de las Vilas (avui Vila Clara), va néixer el 26 d'octubre de 1930. Va fer estudis de Medicina a la Universitat de l'Havana.
Durant la dictadura de Fulgencio Batista va ser un membre actiu de la Federació Estudiantil Universitària i posteriorment del Moviment 26 de Julio. Va ingressar a les files de l'Exèrcit Rebel en la Sierra Maestra, formant part de la Columna no. 4 sota les ordres del Comandant Ernesto Che Guevara i després de la Columna No.1 encapçalada per Fidel Castro. Al març de 1958 va formar part del grup de rebels que, sota les ordres del llavors Comandant Raúl Castro, va fundar el Segon Front Oriental «Frank País».
Després del triomf de la Revolució va ser ajudant del llavors president cubà Manuel Urrutia Lleó i després cap dels serveis mèdics de la Ciutat de l'Havana. Va exercir com a ministre de Salut Pública entre 1960 i 1968. El 3 d'octubre de 1965 va ser elegit membre del Comitè Central del Partit Comunista de Cuba, del qual ha estat un important dirigent, sent Primer Secretari del PCC a la Ciutat de l'Havana entre 1971 i 1977 així com Membre del Buró Polític del PCC des de la seva constitució el 1975. El 19 d'abril de 2011, en finalitzar el VI Congrés del Partit Comunista d'aquest país, va ser elegit Segon Secretari del partit.
És diputat a l'Assemblea Nacional del Poder Popular de Cuba des de 1976. L'11 de març de 2013 va rebre el títol honorific d'Heroi de la República de Cuba així com l'Orde Playa Girón.

## Primer Vicepresident de Cuba
El 24 de febrer de 2008 va ser elegit primer vicepresident de la Républica de Cuba, augmentant el seu protagonisme polític i mediàtic. En 2013, als 82 anys i a petició pròpia, va ser alliberat del seu càrrec, sent triat Vicepresident del Consell d'Estat.